# HD 31093
HD 31093，又名CD-35 1962，SAO 195357、HR 1559，是一颗恒星，视星等为5.86，位于銀經237.34，銀緯-38.74，其B1900.0坐标为赤經4h 47m 49.8s，赤緯-35° -38.74′ 26″。